# Ватерло
Вижте пояснителната страница за други значения на Ватерло.
Ватерло (на валонски: Waterlô; на френски: Waterloo) е селище в Централна Белгия, провинция Валонски Брабант. Той представлява предимно жилищно предградие на Брюксел, разположено на около 15 km южно от центъра на града. Населението му е 30 174 души (по приблизителна оценка от януари 2018 г.).
На 18 юни 1815 г. край Ватерло се провежда последната битка от Наполеоновите войни (вижте Битка при Ватерло).

## Известни личности
Починали във Ватерло
- Жул Бастен (1933 – 1996), певец